# Mae au bord de l'eau
Pour plus de détails, voir Fiche technique et Distribution.
Mae au bord de l'eau (One Percent More Humid) est un film américain, sorti en 2017.

## Fiche technique
- Titre original : One Percent More Humid
- Titre français : Mae au bord de l'eau
- Réalisation : Liz W. Garcia (en)
- Scénario : Liz W. Garcia (en)
- Pays d'origine : États-Unis
- Date de sortie : 2017

## Distribution
- Julia Garner : Catherine
- Juno Temple : Iris
- Mamoudou Athie : Jack
- Maggie Siff : Lisette
- Alessandro Nivola : Gerald
- Olivia Luccardi : Mae